# Manipulation (film, 2008)
Pour les articles homonymes, voir Manipulation.
Pour plus de détails, voir Fiche technique et Distribution.
Tromperie - Manipulation, ou Tromperie - Le List D'Sex au Québec (Deception), est un film américain réalisé par Marcel Langenegger (en) et sorti en 2008.

## Synopsis
Jonathan McQuarry (Ewan McGregor) est commissaire aux comptes pour un grand cabinet new-yorkais. Lors d'une mission chez un client, il fait la connaissance de Wyatt Bose (Hugh Jackman), un avocat avec lequel il se lie d'amitié. Wyatt prend Jonathan sous son aile et lui fait découvrir les endroits chauds de New York. Lorsque Wyatt part pour Londres, il échange malencontreusement son portable avec celui de Jonathan. Ce dernier découvre alors que Wyatt fait partie de la Liste, un club de rencontres très fermé. Jonathan ne tarde pas à s'y introduire.

## Fiche technique
- Titre original : Deception
- Titre français : Tromperie - La Manipulation
- Titre québécois : Tromperie - Le List D'Sex
- Réalisation : Marcel Langenegger
- Scénario : Mark Bomback
- Directeur de la photographie : Dante Spinotti
- Musique : Ramin Djawadi
- Producteurs : Hugh Jackman, John Palermo et Christopher Eberts
- Production : Seed Productions (société de production de Hugh Jackman)
- Distribution : 20th Century Fox
- Pays de production :  États-Unis
- Budget : 25 000 000 $ [1]
- Genre : thriller
- Durée : 108 minutes
- Dates de sortie :
  - États-Unis 25 avril 2008
  - France : 3 septembre 2008
  - Belgique : 8 octobre 2008

## Distribution
- Hugh Jackman (VF : Joël Zaffarano ; VQ : Gilbert Lachance) : Wyatt Bose / Jamie Getz
- Ewan McGregor (VF : Bruno Choël ; VQ : François Godin) : Jonathan McQuarry
- Michelle Williams (VF : Vanina Pradier ; VQ : Camille Cyr-Desmarais) : "S"
- Lisa Gay Hamilton (VF : Laëtitia Lefebvre ; VQ : Julie Burroughs): inspecteur Russo
- Maggie Q (VF : Véronique Desmadryl ; VQ : Catherine Hamann) : Tina
- Natasha Henstridge (VF : Juliette Degenne ; VQ : Lisette Dufour) : l'analyste de Wall Street
- Charlotte Rampling (VF : elle-même ; VQ : Élizabeth Lesieur) : Belle
- Paul Sparks (VF : Adrien Antoine) : l'inspecteur Ed Burke
- Frank Girardeau : M. Lewman
- Dante Spinotti : Herr Kleiner / M. Moretti
- Malcolm Goodwin : le chauffeur de taxi
- Bill Camp : le contrôleur Clancey
- Frank Deal : officier de police
- Lynn Cohen
- Peter Scanavino

Source et légende : version française (VF) sur Doublagissimo[source insuffisante]